# 泥抜き
泥抜き（どろぬき、泥吐き）は、主に淡水産の魚介類に用いる、料理前の下ごしらえの一種。流水または清水中で体内の泥および汚物を排出させること。また、この間はエサを与えない。肉食系の魚介類でなければ、茹でた大豆だけを与える場合もある。
実施期間は対象および対象の生育環境により異なるが、比較的濁った川もしくは池などで育った鮒や鯉・鯰・泥鰌・ブラックバス・ブルーギル・テナガエビ・ザリガニなどは3日から1週間ほどは泥抜きを行う。

## 注意
対象および実施期間により異なるが、比較的濁った川もしくは池などで育った鮒や鯉、鯰などを泥抜きする場合は水道水および真水を用いてはいけない。これは、生育環境と水道水および真水では水中の有機物および無機塩類の濃度が異なるため、対象に相当なダメージを与えるからである。
水道水および真水で泥抜きした場合は、動きが鈍くなった後、鱗の粘膜が白く剥がれ落ちたり逆さま（腹を水面に向ける）の状態になった上で次第に動かなくなる。この状態を放置した場合確実に死亡する。死亡した場合、泥抜きは失敗したものとなる。